# Kovács Ferenc (közjegyző)
Kovács Ferenc (Losonc, 1838. május 7. – Budapest, 1919. szeptember 30.) királyi tanácsos és közjegyző. Kovács Sándor ügyvéd, honvédtiszt testvéröccse.

## Élete
Losoncon született, ahol apja Kovács Benjámin (megh. 1859) református gimnáziumi igazgató-tanár és író volt, anyja Lukács Mária. 1838. május 13-án keresztelték Losoncon. A gimnáziumot a VII. osztályig szülőhelyén végezte; ekkor Nagykőrösre ment, ahol a magyar irodalomból Arany János volt a tanára. A jogot a pesti egyetemen hallgatta. Ezután ügyvédi vizsgát tett és két évig Losoncon volt ügyvéd; innét hivták meg a debreceni református főiskolához jogtanárnak, ahol 1865. január 16-tól 1875. áprilisig tanította a római, egyházi és ausztriai jogot 1875-ben királyi közjegyzőnek nevezték ki Losoncra. 1893-ban királyi tanácsosi címmel tüntették ki. 1919-ben hunyt el Budapesten, 81 éves korában. Felesége Karap Emma volt.

## Munkái
- Egyetemes és részszerű egyházjog alaptanai különös tekintettel a magyarhoni evang. egyházakra. Debreczen, 1866 (2. átdolg. kiadás. Uo. 1870)
- Római jog. Előadva rendszeresen, történetileg a mai érvényére tekintettel. Uo. 1868 (2. kiadás. Uo. 1870)
- Magyarország és Ausztria statistikája. Tekintettel a többi nevezetesebb európai állam életmozzanataira. Uo. 1869